# Bénédictionnaire
Un bénédictionnaire est un ouvrage religieux se présentant comme une compilation de bénédictions en usage dans l'Église Catholique Romaine, provenant majoritairement du Sacramentaire.

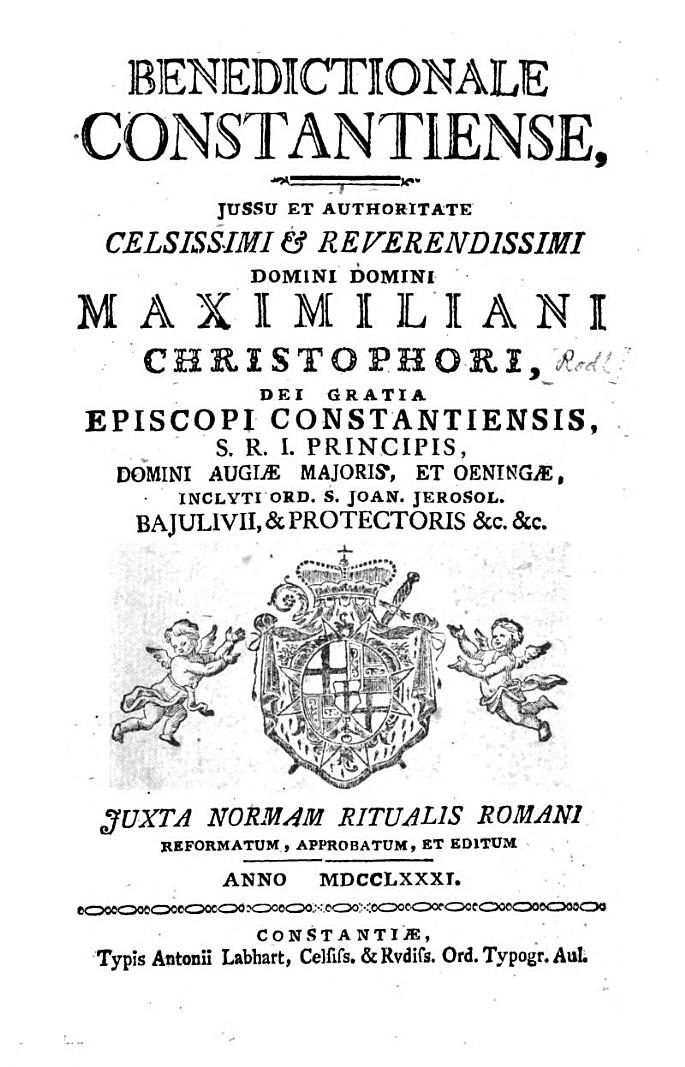
Benedictionale Constantiense, Jussu et Authoritate Celsissimi & Reverendissimi Domini Domini Maximiliani Christophori, Dei Gratia Episcopi Constantiensis, auteur: Maximilian Christoph von Rodt, Constance, 1781.

Le bénédictionnaire de saint Æthelwold est l'un des plus connus au monde.